# ریا کاتایا
ریا کاتایا (فنلاندی: Ria Kataja؛ زادهٔ ۱۵ اکتبر ۱۹۷۵) بازیگر اهل فنلاند است.
از فیلم‌هایی که وی در آن‌ها نقش داشته‌است، می‌توان به با من حرف بزن اشاره نمود.